# حور فراتي
الحَوْر الفراتي أو غَرَب أو مَرسيس أو مرسيش أو غَرَب أو صَفصاف أو حور أسود أو حور رومي (باللاتينية: Populus euphratica) أو الحور متعدد الأوراق أحد أنواع الحور، ينتمي إلى الفصيلة الصفصافية.

## التوزع الجغرافي
نوع متسع الانتشار في نصف الكرة الشمالي من خط عرض 45 شمالا حتى خط الاستواء.
ينتشر في شبه الجزيرة العربية وبلاد الشام والعراق ومصر والمغرب العربي وصولاً إلى الصين مروراً بإيران وباكستان وتركيا وآسيا الوسطى. يصل جنوبا إلى كينيا.
ينتشر في سوريا على ضفاف نهري الفرات والخابور وكان يغطي حتى تاريخ حديث مساحة بحدود خمسة آلاف هكتار في الجزيرة السورية.

## الوصف النباتي
الحور الفراتي شجرة يمكن ان يصل طولها إلى 15 م وهي ثنائية المسكن ساقها غالبا متعرجة. البراعم ذات أوبار طولها حوالي 7 مم لونها محمر من لون الافرع.
الاوراق خضراء رمادية قاسية ذات أشكال متعددة (مثلثية إلى معينية إلى شبه دائرية أو رمحية أو مفصصة قليلا)، ومن هنا أتت التسمية البديلة (متعدد الأوراق). تظهر الأزهار في الربيع، النورات المذكرة هرية متطاولة والنورات المؤنثة هرية قليلة الازهار.
الثمرة علبية صغيرة بيضوية ذات عنق طويل.
يخلف الحور الفراتي بقوة بعد قطعه كما أنه قابل للتعقيل كما يمكن إكثاره خضريا، ولكنه يتكاثر بصعوبة في الحالة الطبيعية بواسطة البذور التي تتناثر على الأرض.

## البيئة والتأقلم

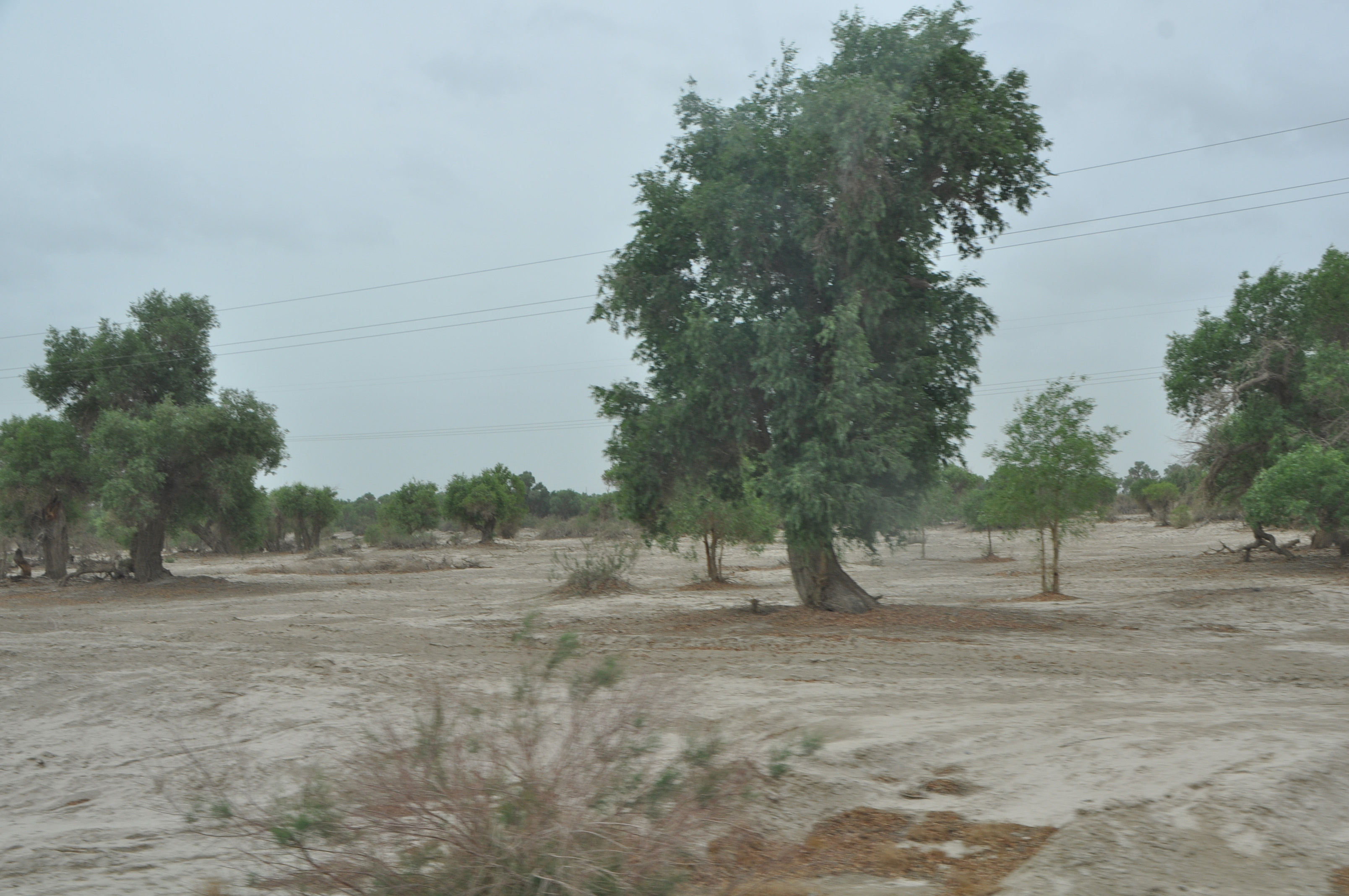
طريق تاريم الصحراوي

يتمتع بقدرة مدهشة على الحياة ويستطيع تحمل الجفاف والأرض المالحة القلوية والعواصف الرملية سواء في الصيف الحار أوالشتاء القارس. فهي الشجرة الوحيدة الصابرة وتعيش بحجم كبير في الصحراء فله لقب جميل هو «شجاع الصحراء». ويعتبر هذه النوع أقدم نوع من الحور في العالم أيضا، وله تاريخ طويل يرجع إلى أكثر من 6500 سنة. وحاليا، يُصنف هذا النوع من الحور ضمن أنواع الأشجارالثمينة تحت الحماية في بعض الدول بوسط آسيا وشمالها. وتعتبر منطقة شينجيانغ في الصين أكبر مكان لنمو هذا النوع من الحور من حيث الانتشار والمساحة والحجم، خاصة على ضفتي نهر تاريم مما شكل ممرا أخضر طبيعيا يبلغ طوله مئات الكيلومترات. كما تنمو في الحوض الأسفل لنهر كوليا ونهر آنديأر بالحدود الجنوبية من حوض تاريم أيضا مساحة كبيرة من هذا الحور.
الحور الفراتي شديد التطلب للحرارة والضوء وهو يستطيع تحمل درجة عالية من القارية وجفاف جوي مرتفع كما هو الحال في منطقة الجزيرة السورية ولكن شريطة أن يعيش في أتربة غنية بالمياه الأرضية، كما يستطيع أن يتحمل المياه المالحة.
هذا ويعتبر الحور الفراتي (الغرب) مهدد نسبيا كسلالة وراثية محلية.

## استعمالاته
يستعمل في التشجير الإنتاجي أو في إنشاء مصدات الرياح أو في الزراعات الوقائية لضفاف الأنهار والمجاري المائية.
ونظرا لتحمله لملوحة التربة (يتحمل الغرب حتى ثلاثة أجزاء بالألف) ولجفاف الجو فانه من الممكن الأعتماد عليه لإنتاج الأخشاب في الأتربة المالحة من البلاد الجافة حيث من الصعب زراعة أشجار أخرى.
يعتبر خشب الحور الفراتي متوسط الكثافة (الوزن النوعي إلى 0.48) يمكن استعماله في ميادين مختلفة منها خشب الوقيد وصناعة عجينة الورق وفي سقف البيوت وبعض الصناعات الخشبية.
ويمكن استخدام أوراقه كعلف للأغنام والماعز والجمال ويمكن استخدام فروعه لتنظيف الأسنان كالسواك.

## معرِض الصور

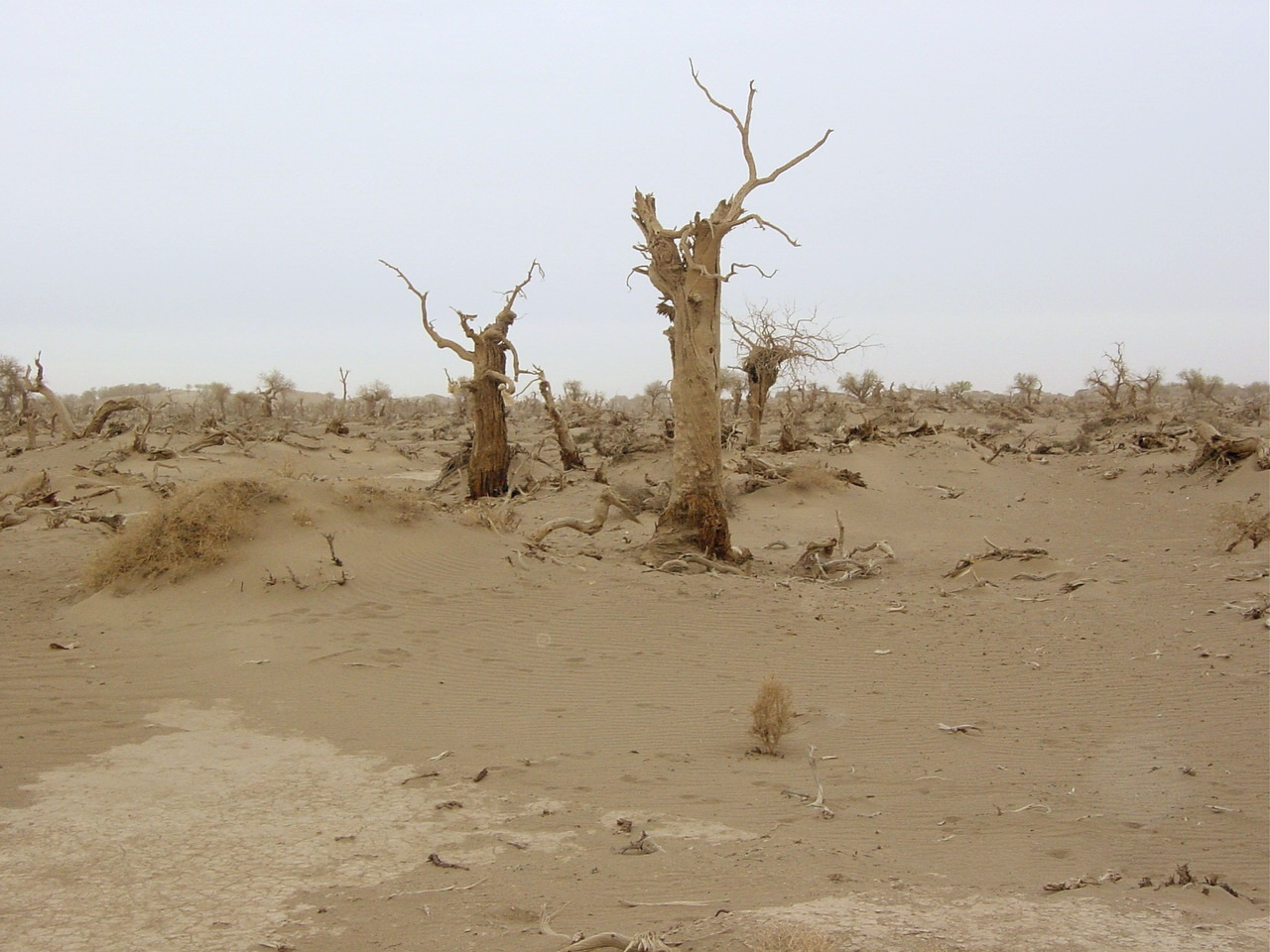
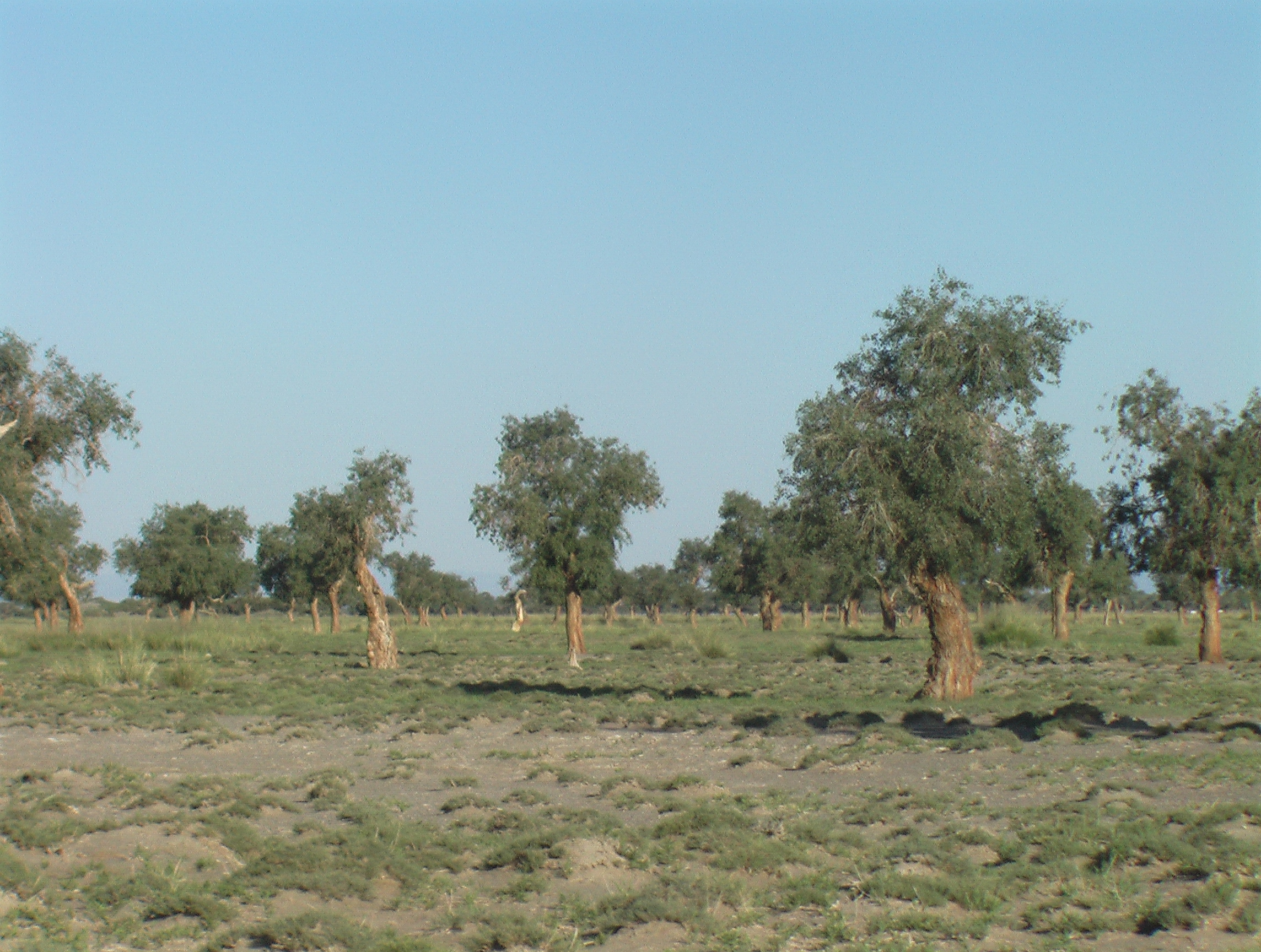
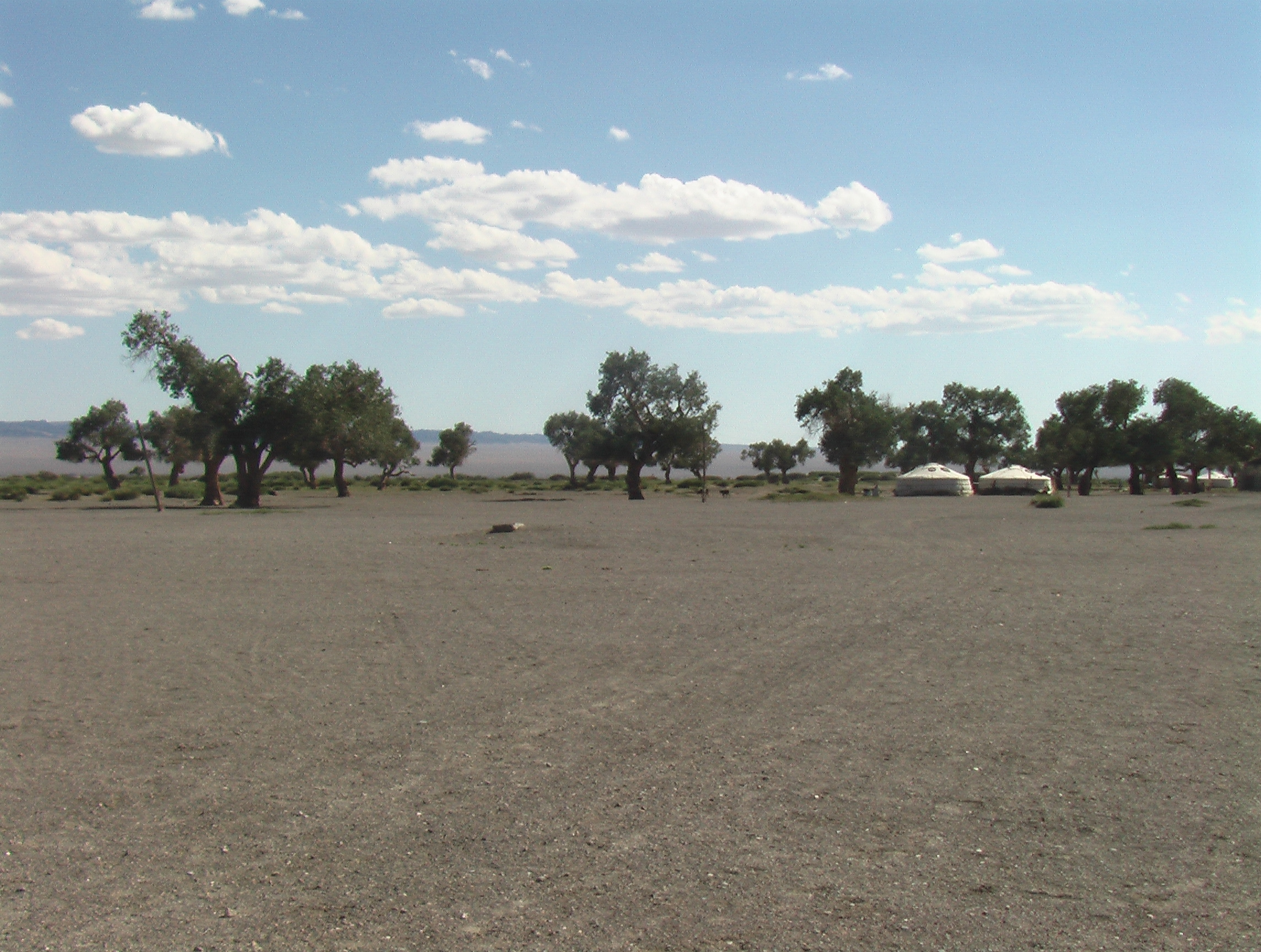
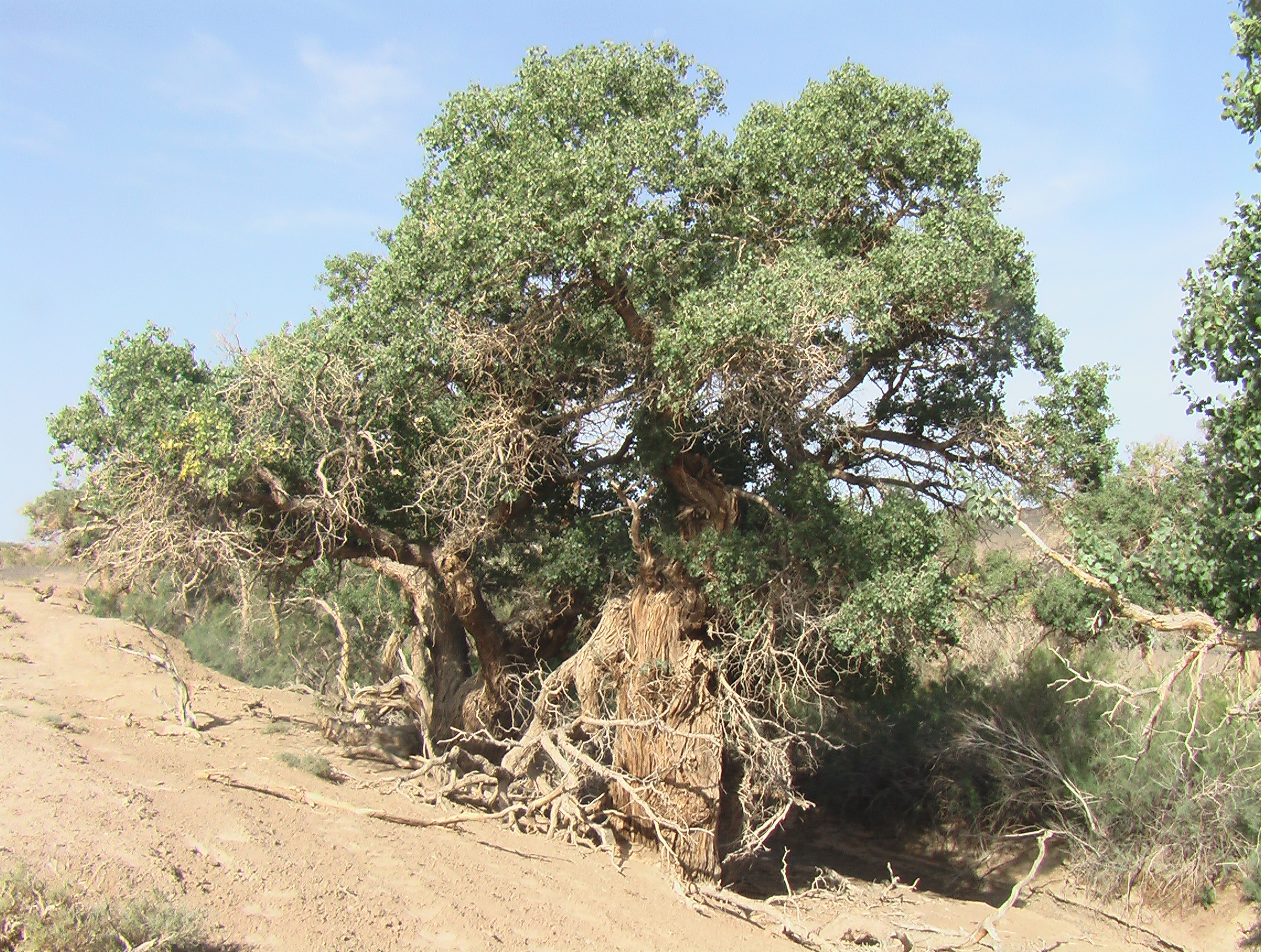
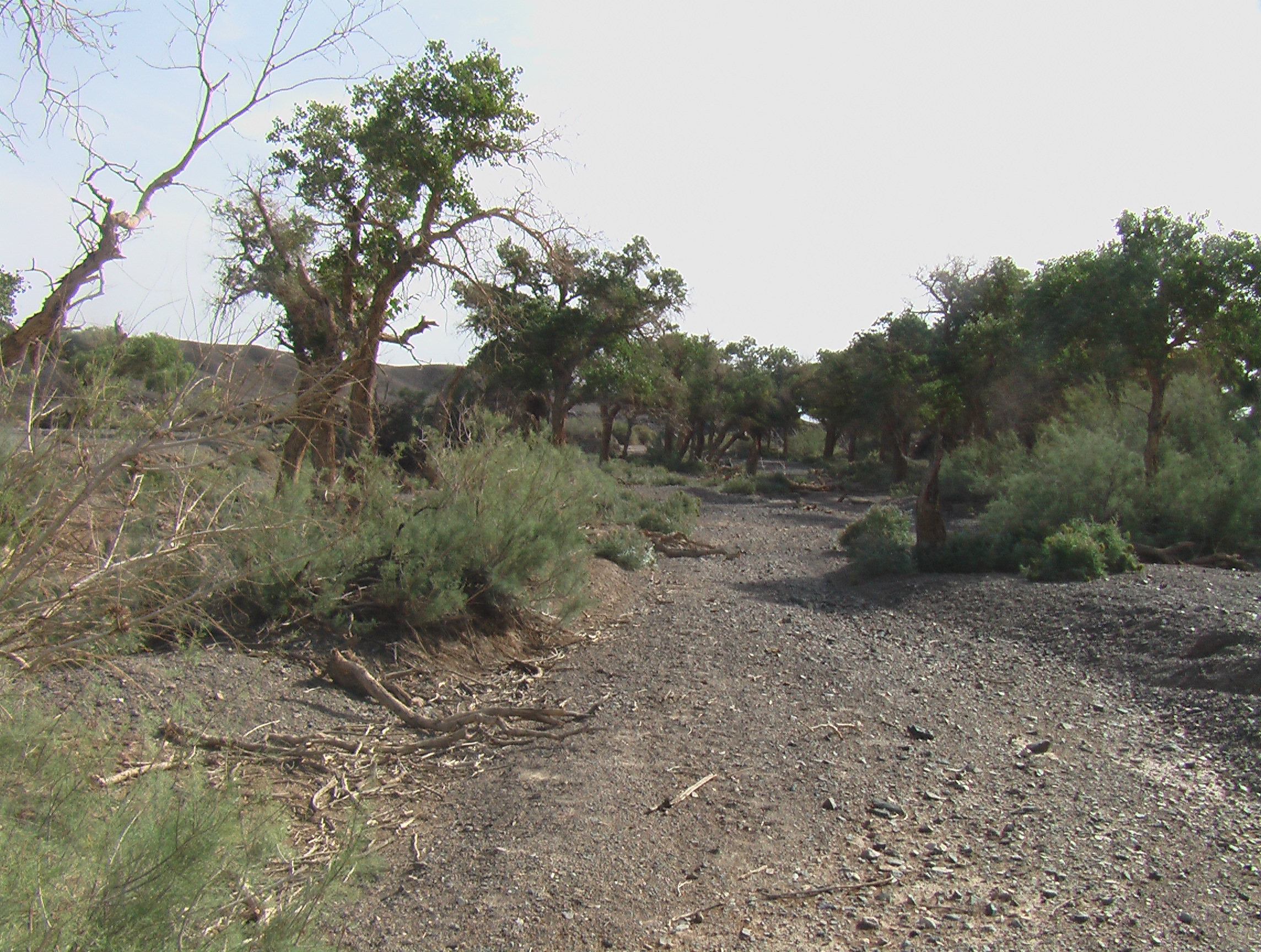
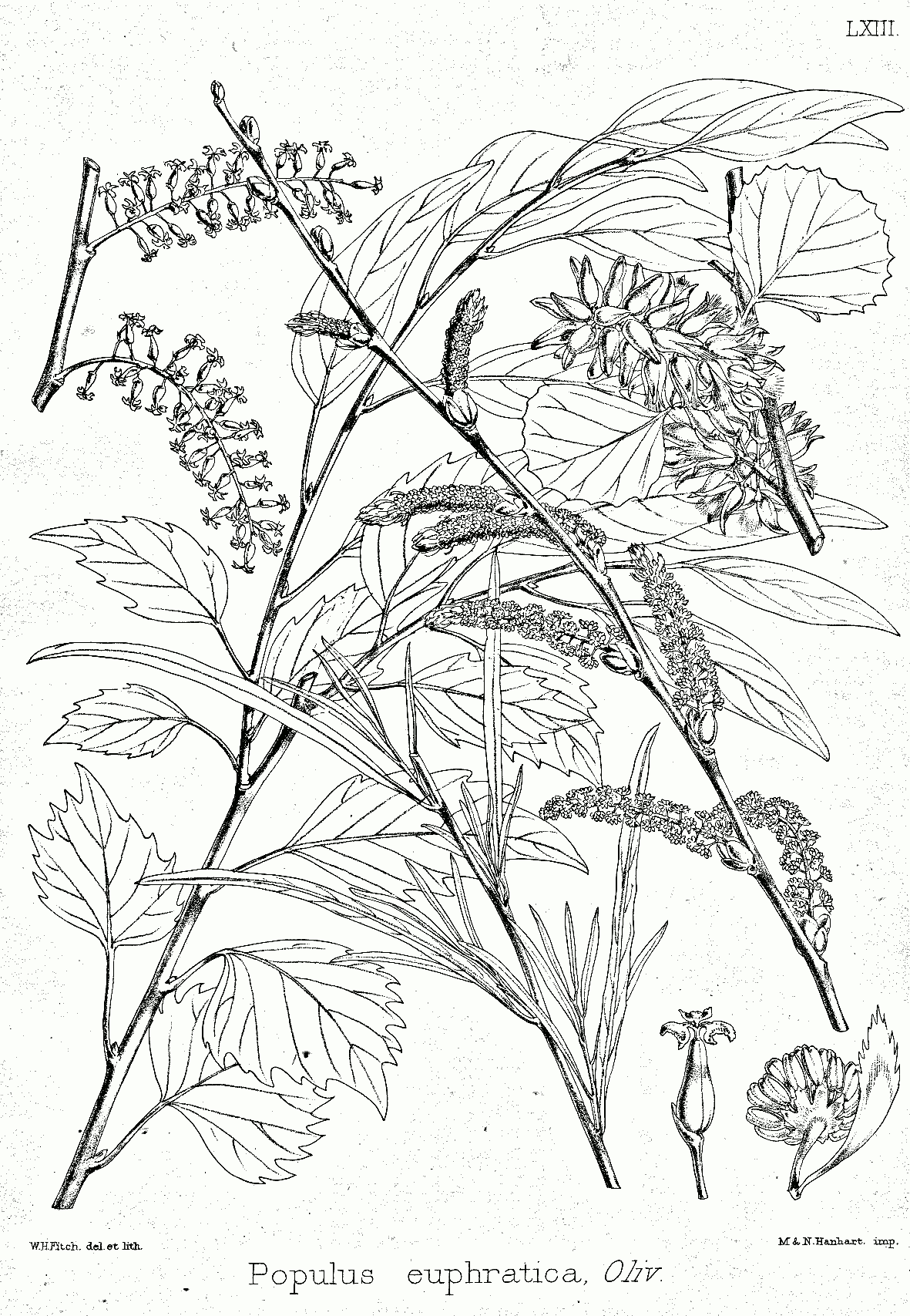